# Дінтен-ам-Гохкеніг
Дінтен-ам-Гохкеніг —  містечко та громада в австрійській землі Зальцбург. Містечко належить округу Целль-ам-Зе.